# Cedalione
Cedalione (in greco antico: Κηδαλίων?, Kêdalíôn) è un personaggio della mitologia greca. Fu l'assistente di Efesto.

## Genealogia
Non sono mai stati ritrovati scritti a riguardo della sua genealogia. 

Potrebbe essere uno dei Cabiri. Se così fosse i suoi genitori più accreditati sono Efesto e la ninfa marina Cabeiro.

## Mitologia
Fu mandato da Hera sull'isola di Lemno per imparare il mestiere di fabbro presso la fucina del dio Efesto che un giorno lo incaricò di condurre il gigante Orione (che era accecato) verso est. 
 Cedalione obbedì salendogli sulle spalle ed indicandogli la strada da percorrere fino ad incontrare Helios (il sole) che con i suoi raggi ridiede la vista al Gigante.
Tra le opere di Sofocle esiste un dramma satiresco dedicato a Cedalione, di cui però rimangono solo pochi frammenti. La trama, gli episodi dell'accecamento di Orione ed il suo percorso verso est sono incerti, ma risulta invece la presenza dei satiri durante il viaggio. Esiste inoltre un frammento in cui si legge dell'esistenza di un coro di Cabiri.